# Gomphosphaeria

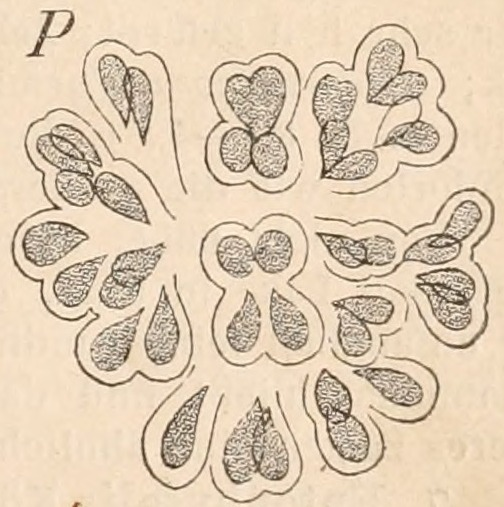
Gomphosphaeria aponina Kütz., eine auseinander gedrückte Kolonie.

Gomphosphaeria (manchmal auch Gonphosphaeria verschrieben) ist eine Gattung von Cyanobakterien in der Familie Gomphosphaeriaceae.
Die Gattung wurde erstmals 1836 von Friedrich Traugott Kützing beschrieben. Man findet sie einzellig oder in Kolonien, mikroskopisch klein, kugelförmig oder unregelmäßig, häufig aus mehreren Tochterkolonien zusammengesetzt. 
Sie sind je nach Art (Spezies) freilebend, hauptsächlich aber im Metaphyton, d. h. unter den in der Litoralzone vorhandenen Algen und Cyanobakterien, die sich weder in einem völlig freien Schwebezustand befinden noch an einem Substrat haften (wie die großen Landpflanzen/Makrophyten).
Sie sind meist von schmalem, undeutlichem, feinem und diffusem Schleim umhüllt. 
Innerhalb der Kolonie entwickelt sich ein System von etwa 0,1 nm dicken, verzweigten und radial orientierten Stielen. 
Zellen sind dann länglich der Peripherie der Kolonie gelegen und radial orientiert. Sie bleiben nach der Teilung für einen langen Teil des Zellzyklus noch miteinander verbunden; dadurch ergibt sich oft ein herzförmiges Aussehen, wovon der deutsche Name der Typusart „Herzzellen-Schwebekugel“ herrührt.
Die Vermehrung erfolgt durch Dissoziation (Auseinanderfall) von Kolonien. 
Die Mehrzahl der Spezies dieser Gattung lebt freilebend im Metaphyton des Litorals von Seen und in Sümpfen und Tümpeln, zwischen anderen Algen und Wasserpflanzen; eine Spezies ist auf salzhaltige Sümpfe spezialisiert.
Drei Arten leben planktonisch in klaren Seen und Teichen. 
Zwei Arten kommen ausschließlich in den Tropen vor, die anderen sind vorwiegend aus der gemäßigten Zone bekannt.
Die Gattung ist kosmopolitisch (auf der ganzen Erde) verbreitet.

## Systematik
Die Gattung gliedert sich gemäß AlgaeBase in folgende Spezies (Auswahl):
- Gomphosphaeria aponina Kützing, 1836[4][5]  („Herzzellen-Schwebekugel“, Typus)
- Gomphosphaeria cordiformis (Wille) Hansgirg
- Gomphosphaeria gessneri Schiller
- Gomphosphaeria lilacea Virieux
- Gomphosphaeria multiplex Komárek
- Gomphosphaeria natans Komárek & Hindák
- Gomphosphaeria salina Komárek & Hindák
- Gomphosphaeria wichurae (Hilse) Drouet & Daily

Die Spezies Gomphosphaeria virieuxii Komárek & Hindák, nom. illeg. 1988, gilt als Synonym von Woronichinia delicatula (Skuja) Komárek & Hindák